# Mušezib-Marduk
Mušezib-Marduk byl chaldejský babylonský šlechtic, později zvolený králem Babylonie. Vládl v letech 693 až 689 př. n. l.
Na trůn jej po smrti krále Nergala-Ušeziba dosadili Elamité a babylonští vzbouřenci, aby pokračoval v boji proti asyrskému králi Sinacherebovi, který si činil nárok na Babylon. S elamským spojencem Chumbanem-nimenaem III. svedl s Asyřany bitvu u Halule, která skončila nejspíš nerozhodně. Poté, co Chumban-nimena III. náhle zemřel na mrtvici, ztratil Mušezib-Marduk spojence a Sinacherib vytáhl na Babylón. Po devítiměsíčním obléhání Babylón padl a Mušezib byl pravděpodobně zabit Asyřany.